# Цель
Цель (нем. Ziel) — это представление о будущем или желаемом результате, который человек или группа людей представляют себе, планируют и обязуются достичь.
- мета, предмет, в который кто-либо метит, наводит, старается попасть[1];
- конечное желание, стремление, намерение чего-либо достигнуть[1], представление, которое человек стремится осуществить[2], например, воспитание[3];
- идеальный или реальный предмет сознательного или бессознательного стремления субъекта;
- конечный результат, на который преднамеренно направлен процесс[4]; «доведение возможности до её полного завершения»[5]; осознанный образ предвосхищаемого результата.[6]

## Возникновение цели
Процесс возникновения цели называют — постановкой цели. Существуют два основных вида постановки цели: прямая и опосредованная.
- Прямая постановка цели — сначала ставится цель, затем определяются способы её достижения.
- Опосредованная постановка цели — в ходе неких действий, формулируется цель этих действий.

## Конечная и промежуточная цель
Если процесс, воздействующий на некоторый объект, прекращается при достижении цели, то цель называют конечной. Если нет, то промежуточной.
В случае прямой постановки конечной цели на пути к её достижению могут выделять несколько промежуточных целей. В случае опосредованной постановки конечной цели промежуточные цели выделяют лишь изредка.
На практике обычно промежуточные цели выделяют для длительных процессов, либо же процессов, очень сильно воздействующих на качественные характеристики их объектов.

## В технике
Цель в технике предусматривает положительную динамику, изменение текущего состояния чего-либо в сторону улучшения, удовлетворения определённых потребностей или требований. Измеримость цели предполагает, что по описанию цели можно легко определить, насколько её достижение улучшит текущее состояние (с <состояние> до <состояние>).
Цель — отвечает на вопрос «Чего нужно достигнуть?», а задача — на вопрос «Какими действиями этого можно достигнуть?». Цель в технике часто ошибочно отождествляют с задачей. Например, «цель — строительство нового многоэтажного жилого дома». На самом деле, «строительство многоэтажного жилого дома» — задача, цель же — «повышение благосостояния отдельной категории граждан».
Пример — цели и задачи создания автоматизированной системы учёта:
- целями создания автоматизированной системы учёта являются:

1. повышение точности учёта… [с <было> по <стало>];
2. снижение затрат, связанных с…;
3. повышение эффективности… + расшифровка, в чём заключается эффективность;

- задачи создания автоматизированной системы учёта:

1. замена устаревших приборов учёта на приборы, отвечающие современным требованиям;
2. автоматизация процесса измерения учитываемых физических величин;
3. автоматизация процесса консолидации данных об измеренных величинах.

Множество целей управления, которое должно реализовываться системой управления, определяется как внешними, так и внутренними факторами и, в частности, потребностями субъекта А.
Различают три вида целей:
1. стабилизация — заключается в требовании поддерживать выходы объектов на заданном уровне;
2. ограничение — требует нахождения в заданных границах целевых переменных;
3. экстремальная цель — сводится к поддержанию в экстремальном состоянии целевых переменных.[8]

## В военном деле

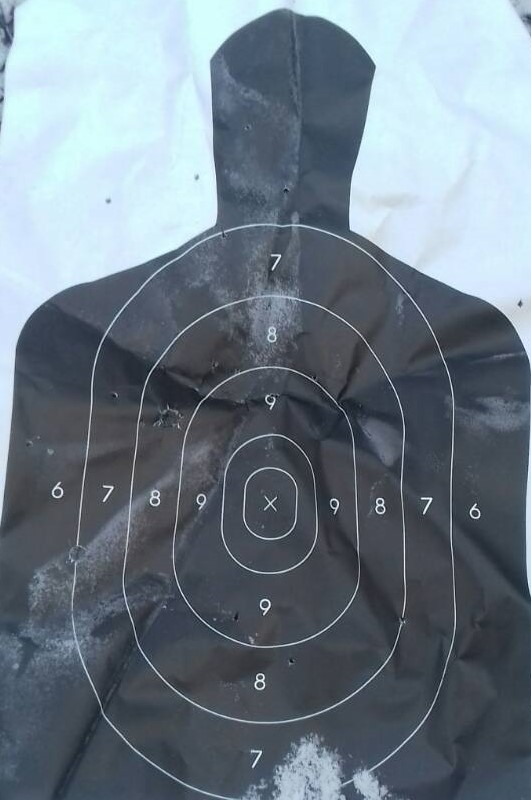
Искусственная цель, бумажная фигурная поясная мишень.

Цель — объект применения вооружения и военной техники, который должен быть разрушен, повреждён (для ядерного оружия — любые объекты в зоне поражения; для обычного оружия: техника, укрытия, сооружения и тому подобное) или ранен/убит (военнослужащий противника), а также создание чего-либо окопа, траншеи, наведения переправы и так далее. Ранее, в военном деле России, в начале XX столетия, Цель в стрельбе — предметы, по которым производится стрельба, и они разделялись на:
- живые — люди и животные;
- мёртвые — укрепления, здания артиллерийские и другие орудия, подвижные и неподвижные[9].

Также цели делились на:
- действительные, при действительной стрельбе;
- искусственные, при учебной стрельбе, где люди изображались так называемыми мишенями.

Из мишеней устраиваются цели:
- неподвижные;
- появляющиеся;
- движущиеся;
- исчезающие (падающие);
- качающиеся (исчезающие и вновь появляющиеся)[10].

В 10-х годах XX столетия особенный интерес получили воздушные цели, применявшиеся давно. Наибольшим распространением пользовались воздушные шары и змеи.
Слово «цель» применяется для обезличенного обозначения объекта, подлежащего уничтожению/повреждению во время боевых действий или созданию. «Работа по цели» — применение оружия.
Функция, определяющая вероятность поражения цели определённым боеприпасом в зависимости от различных факторов, таких как удаление цели от точки попадания или количество воздействующих на цель поражающих элементов — Закон поражения цели (также закон разрушения объекта). 

## В управлении
Противоречие, заключённое в понятии цель — необходимость быть побуждением к действию, «опережающим отражением», или «опережающей идеей», и одновременно — материальным воплощением этой идеи, то есть быть достижимой, проявлялось с момента возникновения этого понятия.
В управлении системами необходимо учитывать противоречие между целями объекта и субъекта управления: с одной стороны — идеальное устремление объекта, отражающее направленность процесса самоорганизации, с другой стороны — цель субъекта управления (наблюдателя), которая должна быть конкретна и достижима, по ней оценивается результативность воздействия. Чем больше соответствуют цель субъекта и цель объекта управления, тем эффективнее управление. Например, для организации поездки загородного отдыха трудового коллектива его руководителю нужно прикладывать на порядок меньше усилий, чем для организации субботника. Противоречие целей субъекта и объекта управления (ситуация когда при достижении цели объектом управления невозможно достичь цель субъекта управления) усложняет или делает управление невозможным. В макроэкономике, например, несоответствие индивидуальных целей участников рынка и целей общества приводит к так называемым фиаско рынка: рыночные механизмы самоорганизации не работают или работают плохо в регулировании монополий, создании продуктов общего пользования, эксплуатации природных ресурсов и др. Выявление и разрешение противоречий целей объекта и субъекта управления обеспечивает развитие системы, максимизацию эффекта от применения механизмов самоорганизации, минимизацию расходов при решении управленческой задачи, минимизацию аппарата управления.
В концепции «управления по целям» (англ. management by objective ) (также «управление по результатам») для достижения эффективности при постановке цель (или точнее — планируемый результат) проверяется по критериям акронима SMART:
- Specific — конкретная, определённая. Цель «немедленно нажимать кнопку» не является чёткой, альтернативой будет «нажимать на кнопку в течение 1 секунды».
- Measurable — измеримая. Цель должна подразумевать количественную измеримость результата.
- Achievable — достижимая. Цель должна быть выполнимой для конкретного исполнителя.
- Relevant — соответствующая контексту. Достижение цели должно быть обеспечено ресурсами.
- Timed/Time-bounded — привязанная к точке/интервалу времени. Нет привязки — нет цели (есть мечты).

Российские авторы дополняют SMART-принцип свойством «связности» цели. «Если вы разрабатываете дерево целей для различных направлений деятельности компании, цели необходимо связать друг с другом. Для целей верхнего уровня вы должны ответить на вопрос „А за счёт чего её можно решить?“ и найти цель нижнего уровня — таким образом вы способствуете комплексному видению целей компании».
A и R имеют другие варианты расшифровки, соответствуя возможностям исполнителя и обеспеченности ресурсами:
- A: Agreed, Attainable, Assignable, Appropriate (соответствующий), Actionable
- R: Realistic (реальная), Results, Results-focused/Results-oriented (сосредоточенный/направленный на результат), Resourced.